# Choctaw (Luisiana)
Choctaw es un lugar designado por el censo ubicado en la parroquia de Lafourche en el estado estadounidense de Luisiana. En el Censo de 2010 tenía una población de 879 habitantes y una densidad poblacional de 53,72 personas por km².

## Geografía
Choctaw se encuentra ubicado en las coordenadas 29°50′44″N 90°43′24″O / 29.84556, -90.72333. Según la Oficina del Censo de los Estados Unidos, Choctaw tiene una superficie total de 16.36 km², de la cual 16.36 km² corresponden a tierra firme y (0%) 0 km² es agua.

## Demografía
Según el censo de 2010, había 879 personas residiendo en Choctaw. La densidad de población era de 53,72 hab./km². De los 879 habitantes, Choctaw estaba compuesto por el 97.38% blancos, el 0.11% eran afroamericanos, el 0.68% eran amerindios, el 0.23% eran asiáticos, el 0% eran isleños del Pacífico, el 0.11% eran de otras razas y el 1.48% pertenecían a dos o más razas. Del total de la población el 0.8% eran hispanos o latinos de cualquier raza.